# Оскар Еступіньян
Оскар Еступіньян (ісп. Óscar Estupiñán; нар. 29 грудня 1996, Калі) — колумбійський футболіст, нападник мексиканського клубу «Хуарес».
Виступав, зокрема, за клуб «Онсе Кальдас», а також національну збірну Колумбії.

## Клубна кар'єра
Народився 29 грудня 1996 року в місті Калі. Вихованець футбольної школи клубу «Онсе Кальдас». Дорослу футбольну кар'єру розпочав 2014 року в основній команді того ж клубу, в якій провів три сезони, взявши участь у 58 матчах чемпіонату. 
5 червня 2017 року Еступіньян уклав контракт умови якого не розголошувались з клубом «Віторія» (Гімарайнш). 5 серпня 2017 року дебютував у матчі Суперкубку Португалії проти «Бенфіки» на Муніципальному стадіоні Авейру замінивши на 81-й хвилині Паоло Уртадо. Перший сезон Оскар відіграв, як за першу так і за другу команду «Віторії»; єдиний гол колумбієць забив 5 травня 2018 року в матчі проти «Тондели».
Провівши лише 14 матчів у складі «Віторії», Оскар в січні 2019 року повернувся до Південної Америки, де на правах оренди захищав кольори команди «Барселона» (Гуаякіль). У липні того ж року і також на правах оренди перейшов до турецького клубу «Денізліспор».
Після повернення до «Віторії» (Гімарайнш) Оскар грав на позиції центрфорварда змістивши звідти бразильця Бруно Дуарте. У сезоні 2021–22 новий тренер експериментував гру двох нападників у тандемі. Еступіньян з 15 голами в 28-ми матчах посів п'яте місце серед найкращих бомбардирів ліги.
13 липня 2022 року колумбієць підписав трирічний контракт з клубом «Галл Сіті». 30 липня 2022 року дебютував в домашньому матчі проти «Бристоль Сіті». 13 серпня 2022 року відкрив лік забитим голам відзначившись дублем в переможній грі 2–1 проти «Норвіч Сіті». Через два тижні, 27 серпня 2022 року, Еступіньян став автором хет-трику у домашній перемозі 3–2 над «Ковентрі Сіті».
13 вересня 2022 року форвард став найкращим гравцем місяця Чемпіоншип.
1 вересня 2023 року на правах оренди перейшов до французького «Меца». 9 лютого 2024 до кінця сезону і також на правах оренди перейшов до клубу «Баїя». 10 серпня 2024 Оскар повернувся до складу «Галл Сіті».
29 серпня 2024 підписав контракт з мексиканською командою «Хуарес».

## Виступи за збірну
2022 року дебютував в офіційних матчах у складі національної збірної Колумбії.

## Статистика виступів

### Статистика клубних виступів
| Команда                         | Сезон             | Чемпіонат           | Чемпіонат | Чемпіонат | Ліга Штату | Ліга Штату | Національний кубок | Національний кубок | Кубок ліги | Кубок ліги | Інші змагання | Інші змагання | Усього | Усього |
| Команда                         | Сезон             | Ліга                | Ігор      | Голів     | Ігор       | Голів      | Ігор               | Голів              | Ігор       | Голів      | Ігор          | Голів         | Ігор   | Голів  |
| ------------------------------- | ----------------- | ------------------- | --------- | --------- | ---------- | ---------- | ------------------ | ------------------ | ---------- | ---------- | ------------- | ------------- | ------ | ------ |
| «Онсе Кальдас»                  | 2014              | Категорія Прімера A | 0         | 0         | —          | —          | 1                  | 0                  | —          | —          | —             | —             | 1      | 0      |
| «Онсе Кальдас»                  | 2015              | Категорія Прімера A | 10        | 1         | —          | —          | 3                  | 1                  | —          | —          | —             | —             | 13     | 2      |
| «Онсе Кальдас»                  | 2016              | Категорія Прімера A | 34        | 13        | —          | —          | 3                  | 0                  | —          | —          | —             | —             | 37     | 13     |
| «Онсе Кальдас»                  | 2017              | Категорія Прімера A | 14        | 4         | —          | —          | 4                  | 0                  | —          | —          | —             | —             | 18     | 4      |
| «Онсе Кальдас»                  | Разом             | Разом               | 58        | 18        | —          | —          | 11                 | 1                  | —          | —          | —             | —             | 69     | 19     |
| «Віторія» (Гімарайнш) B         | 2017–18           | LigaPro             | 19        | 10        | —          | —          | —                  | —                  | —          | —          | —             | —             | 19     | 10     |
| «Віторія» (Гімарайнш) B         | 2018–19           | LigaPro             | 0         | 0         | —          | —          | —                  | —                  | —          | —          | —             | —             | 0      | 0      |
| «Віторія» (Гімарайнш) B         | 2019–20           | Третя ліга          | 1         | 1         | —          | —          | —                  | —                  | —          | —          | —             | —             | 1      | 1      |
| «Віторія» (Гімарайнш) B         | Разом             | Разом               | 20        | 11        | —          | —          | —                  | —                  | —          | —          | —             | —             | 20     | 11     |
| «Віторія» (Гімарайнш)           | 2017–18           | Прімейра-Ліга       | 10        | 1         | —          | —          | 0                  | 0                  | 1          | 0          | 3             | 0             | 14     | 1      |
| «Віторія» (Гімарайнш)           | 2018–19           | Прімейра-Ліга       | 4         | 0         | —          | —          | 3                  | 0                  | 0          | 0          | 0             | 0             | 7      | 0      |
| «Віторія» (Гімарайнш)           | 2019–20           | Прімейра-Ліга       | 0         | 0         | —          | —          | 0                  | 0                  | 0          | 0          | 0             | 0             | 0      | 0      |
| «Віторія» (Гімарайнш)           | 2020–21           | Прімейра-Ліга       | 23        | 8         | —          | —          | 0                  | 0                  | 1          | 1          | 0             | 0             | 24     | 9      |
| «Віторія» (Гімарайнш)           | 2021–22           | Прімейра-Ліга       | 28        | 15        | —          | —          | 1                  | 0                  | 4          | 1          | 0             | 0             | 33     | 16     |
| «Віторія» (Гімарайнш)           | Разом             | Разом               | 65        | 24        | —          | —          | 4                  | 0                  | 6          | 2          | 3             | 0             | 78     | 26     |
| «Барселона» (Гуаякіль) (оренда) | 2019              | Серія A             | 9         | 5         | —          | —          | 0                  | 0                  | —          | —          | 2             | 0             | 11     | 5      |
| «Денізліспор» (оренда)          | 2019–20           | Суперліга           | 28        | 7         | —          | —          | 5                  | 7                  | —          | —          | —             | —             | 33     | 14     |
| «Галл Сіті»                     | 2022–23           | Чемпіоншип          | 35        | 13        | —          | —          | 1                  | 0                  | 1          | 0          | —             | —             | 38     | 13     |
| «Галл Сіті»                     | 2023–24           | Чемпіоншип          | 4         | 0         | —          | —          | 0                  | 0                  | 1          | 1          | —             | —             | 5      | 1      |
| «Галл Сіті»                     | 2024–25           | Чемпіоншип          | 2         | 1         | —          | —          | 0                  | 0                  | 1          | 0          | —             | —             | 3      | 1      |
| «Галл Сіті»                     | Разом             | Разом               | 41        | 14        | —          | —          | 1                  | 0                  | 3          | 1          | —             | —             | 46     | 15     |
| «Мец» (оренда)                  | 2023–24           | Ліга 1              | 6         | 0         | —          | —          | 0                  | 0                  | —          | —          | —             | —             | 6      | 0      |
| «Баїя» (оренда)                 | 2024              | Серія A             | 11        | 3         | 4          | 3          | 2                  | 1                  | 2          | 1          | 21            | 8             |        |        |
| Усього за кар'єру               | Усього за кар'єру | Усього за кар'єру   | 229       | 76        | 4          | 3          | 23                 | 9                  | 9          | 3          | 7             | 1             | 272    | 92     |

### Статистика виступів за збірну
| Дата     | Місто  | Господарі         | Результат | Гості    | Турнір           | Голи | Примітки |
| -------- | ------ | ----------------- | --------- | -------- | ---------------- | ---- | -------- |
| 5-6-2022 | Мурсія | Саудівська Аравія | 0 – 1     | Колумбія | товариський матч | -    | 78'      |
| Усього   |        | Матчів            | 1         |          | Голів            | 0    |          |